# Hollywood/Northeast 42nd Avenue pályaudvar

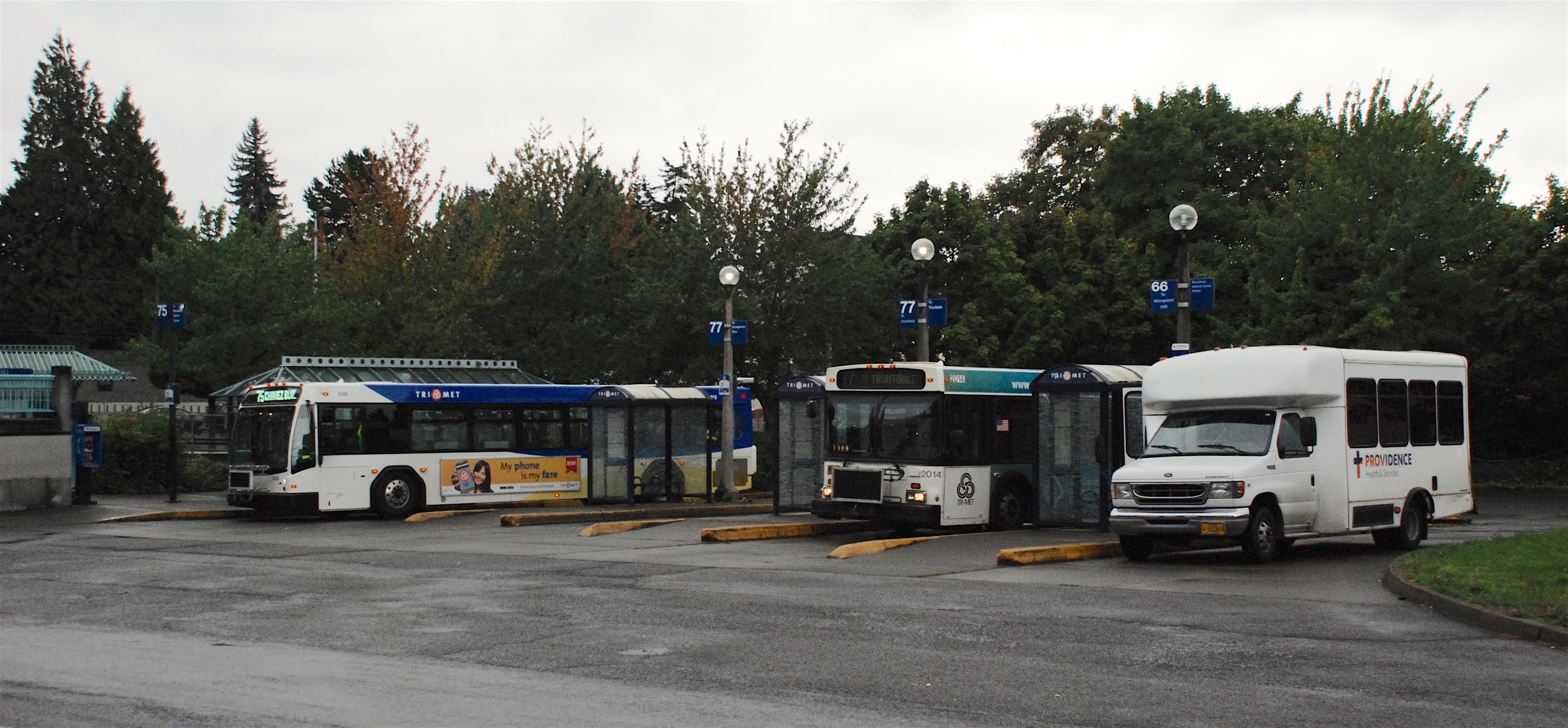
A buszpályaudvar 2013-ban

A Hollywood/Northeast 42nd Avenue pályaudvar átszállópont az Oregon állambeli Portlandben, ahol a TriMet és C-Tran autóbuszai, valamint a Metropolitan Area Express kék, zöld és piros vonalai között lehet átszállni.

## Elhelyezkedése
Az autóbusz-állomás az északnyugati 42. sugárút és a Halsey utca kereszteződésében fekszik, a villamosperonok pedig az Interstate 84 és a Union Pacific Railroad vasútvonala között találhatók; a kettőt egy lifttel és lépcsőkön megközelíthető gyalogos felüljáró köti össze.
1986. szeptember 5-ös megnyitásától a zónarendszer 2012-es megszüntetéséig a megálló az egyes zónába, valamint 2001-től 2012-től a díjmentes övezetbe (Fareless Square, 2010-től Free Rail Zone) tartozott, de ez utóbbit az év szeptemberében megszüntették.

## 2017-es késelés
2017. május 26-án egy férfi szóban inzultált két, általa muszlim vallásúnak gondolt nőt. A férfit hárman próbálták megállítani, aki kettőjüknek elvágta a torkát. A gyanúsítottat a helyszínen elfogták.

## Autóbuszok
- 66 – Marquam Hill/Hollywood (Shiners Hospital◄►Halsey)[6]
- 75 – Cesar Chavez/Lombard (Pier Park◄►Milwaukie City Center)[7]
- 77 – Broadway/Halsey (Montgomery Park◄►Frontage Road)[8]

| Előző állomás                                                  |  | Metropolitan Area Express |  | Következő állomás                                       |
| -------------------------------------------------------------- |  | ------------------------- |  | ------------------------------------------------------- |
| Lloyd Center/NE 11th Avetovább Hatfield Government Center felé |  | Kék vonal                 |  | NE 60th Avetovább Cleveland Avenue felé                 |
| Lloyd Center/NE 11th Avetovább PSU South felé                  |  | Zöld vonal                |  | NE 60th Avetovább Clackamas Town Center pályaudvar felé |
| Lloyd Center/NE 11th Avetovább Beaverton pályaudvar felé       |  | Piros vonal               |  | NE 60th Avetovább Portland International Airport felé   |

## Fordítás
- Ez a szócikk részben vagy egészben  a   Hollywood/Northeast 42nd Avenue Transit Center című angol Wikipédia-szócikk ezen változatának fordításán alapul.  Az eredeti cikk szerkesztőit annak laptörténete sorolja fel. Ez a jelzés csupán a megfogalmazás eredetét és a szerzői jogokat jelzi, nem szolgál a cikkben szereplő információk forrásmegjelöléseként.